# بافيل فيدانوف
بافيل فيدانوف (بالبلغارية: Павел Виданов)‏ (1 أغسطس 1988 بصوفيا في بلغاريا - ) هو لاعب كرة قدم بلغاري في مركز الدفاع. شارك مع منتخب بلغاريا تحت 21 سنة لكرة القدم ومنتخب بلغاريا لكرة القدم. أما مع النوادي، فقد لعب مع رابيد بوخارست وزاغويمبيه لوبين وسسكا صوفيا وغورنيك زابجه وفيهرين ساندانسكي ونادي طرابنش 1905 ‏.

## روابط خارجية
- بافيل فيدانوف على موقع قاعدة بيانات كرة القدم.إي يو (الإنجليزية)
- بافيل فيدانوف على موقع ناشيونال فوتبول تيمز (الإنجليزية)
- بافيل فيدانوف على موقع Soccerway.com (الإنجليزية)
- بافيل فيدانوف على موقع عالم كرة القدم.نت (الإنجليزية)